# 绿春鸢尾兰
绿春鸢尾兰（学名：Oberonia acaulis var. luchunensis）为兰科鸢尾兰属下的一个变种。

## 扩展阅读
- 維基物種上的相關：绿春鸢尾兰